# 佐藤丸美
佐藤 丸美（さとう まるみ、夫1961年頃8月3日 - 2014年10月18日、妻5月5日 - ）は、日本の漫画家。広島県出身。
夫婦で漫画を執筆している。作品ではエロの世界を独特のタッチを表現している。

## 経歴
1985年にデビュー。ギャグ漫画家デビュー後、アシスタント仲間の女性と結婚、成年漫画家、佐藤丸美としての活動を始めヒットを起こす。また取材には熱心で、SM漫画執筆の際に3歳になる娘を亀甲縛りをし、それをモデルに漫画に描いた事により、一時離婚の危機を迎えるが、離婚は回避したと自身のブログにて述べている。現在では成年漫画以外にも心温まる家族ストーリーなどの読み切りも手掛けている。
原作者としての一家の大黒柱である佐藤丸美本人はウクレレおじさんとして芸人活動もこなしていた。また、くすぐリングスの発案者でもあり、数々のイベントや興行などのバックアップも行っていた。名物編集者塩山芳明のエッセイに登場する、声の明るい女流マンガ家佐藤丸美は、当然妻のほうである。
夫は2014年10月18日、9月から体調不良により病気療養で入院していたところ、肺炎のため急逝したことが、娘のツイートによって判明した。